# Hemigellius duosigmata
Hemigellius duosigmata är en svampdjursart som beskrevs av Tanita och Kazuo Hoshino 1989. Hemigellius duosigmata ingår i släktet Hemigellius och familjen Niphatidae. Inga underarter finns listade i Catalogue of Life.